# Amro Lasheen
Amro Lasheen (* 16. Juli 1998 in Wien) ist ein ehemaliger österreichischer Fußballspieler.

## Karriere
Lasheen begann seine Karriere beim FC Admira Wacker Mödling. Im März 2008 wechselte er in die Jugend des FK Austria Wien. Im Februar 2013 wechselte er zum First Vienna FC. Ab der Saison 2014/15 spielte er für die Reserve der Vienna in der fünftklassigen 2. Stadtliga. In seiner ersten Saison für Vienna II kam er zu 16 Einsätzen. In der Saison 2015/16 absolvierte er 27 Spiele, in denen er sechs Tore erzielte. In der Saison 2016/17 kam er nicht zum Einsatz. In der Saison 2017/18 folgten weitere sechs Einsätze für Vienna II, ehe die Vienna nach dem Entzug der Regionalligalizenz den Platz der Reserve übernahm, wodurch die zweite Mannschaft verschwand und in weiterer Folge die erste Mannschaft die Saison in der 2. Stadtliga mit den Punkten der Reserve zu Ende spielte. Für die erste Mannschaft absolvierte Lasheen bis Saisonende zwölf Spiele in der fünfthöchsten Spielklasse.
Zur Saison 2018/19 wechselte er zum Regionalligisten FCM Traiskirchen. Im August 2018 debütierte er gegen den FC Stadlau in der Regionalliga. In seiner ersten Spielzeit in der dritthöchsten Spielklasse kam er zu 28 Einsätzen und erzielte dabei sieben Tore. Nach weiteren 16 Regionalligaeinsätzen in der Saison 2019/20 wechselte er im Jänner 2020 zum Zweitligisten SV Horn. Verletzungsbedingt kam er bis Saisonende aber für die Horner zu keinem Einsatz.
Sein Debüt in der 2. Liga gab er schließlich im September 2020, als er am zweiten Spieltag der Saison 2020/21 gegen den FC Liefering in der 71. Minute für Jon Šporn eingewechselt wurde. Im März 2021 brach er im Spiel gegen die Young Violets Austria Wien bewusstlos zusammen und verpasste in weiterer Folge den Rest der Saison 2020/21. Damit blieb es für ihn bei acht Zweitligaeinsätzen in Horn, da er keinen Leistungssport mehr betreiben darf, beendete er nach der Saison 2020/21 seine Karriere als Aktiver im Alter von 22 Jahren und wurde Jugendtrainer bei seinem Ex-Klub Vienna.